# Gephyrocuma repandum
Gephyrocuma repandum är en kräftdjursart som beskrevs av Hale 1944. Gephyrocuma repandum ingår i släktet Gephyrocuma och familjen Bodotriidae. Inga underarter finns listade i Catalogue of Life.